# New Zealand's Next Top Model (mùa 1)
New Zealand's Next Top Model, Mùa 1 là mùa đầu tiên của New Zealand's Next Top Model. Chương trình bắt đầu phát sóng vào ngày 13 tháng 3 năm 2009. 13 thí sinh cạnh tranh với nhau để có khởi đầu cho sự nghiệp người mẫu của mình. Tiêu đề của mùa này là "Our Turn To Turn Heads".
Điểm đến quốc tế của mùa này là Sydney dành cho buổi đánh giá của top 7 và Los Angeles dành cho top 6.
Người chiến thắng của mùa này là Christobelle Grierson-Ryrie, 16 tuổi từ Auckland. Cô giành được:
- 1 hợp đồng người mẫu với 62 Models
- Xuất hiện trên 8 trang biên tập cho tạp chí Cleo
- 1 hợp đồng với mỹ phẩm CoverGirl trong 1 năm
- 1 chuyến đi tới Sydney để gặp Ursula Hufnagl của Chic Model Management
- 1 chuyến đi tới New York để gặp quản lí của Next Model Management

## Các thí sinh
(Tuổi tính từ ngày dự thi)
| Thí sinh                    | Tuổi | Chiều cao              | Quê quán     | Bị loại ở | Hạng |
| --------------------------- | ---- | ---------------------- | ------------ | --------- | ---- |
| Tiffany Butler              | 17   | 1,70 m (5 ft 7 in)     | Rotorua      | Tập 2     | 13   |
| Sarah Yearbury              | 19   | 1,78 m (5 ft 10 in)    | Christchurch | Tập 3     | 12   |
| Olivia Murphy               | 19   | 1,73 m (5 ft 8 in)     | Dunedin      | Tập 4     | 11   |
| Rhiannon Lawrence           | 16   | 1,78 m (5 ft 10 in)    | Blenheim     | Tập 5     | 10   |
| Ajoh Chol                   | 22   | 1,78 m (5 ft 10 in)    | Auckland     | Tập 6     | 9    |
| Rebecca Rose Harvey         | 19   | 1,75 m (5 ft 9 in)     | Auckland     | Tập 8     | 8    |
| Lucy Murphy                 | 22   | 1,70 m (5 ft 7 in)     | Dunedin      | Tập 9     | 7    |
| Teryl-Leigh Bourke          | 23   | 1,80 m (5 ft 11 in)    | Auckland     | Tập 10    | 6    |
| Victoria Williams           | 21   | 1,75 m (5 ft 9 in)     | Blenheim     | Tập 11    | 5    |
| Ruby Higgins                | 17   | 1,78 m (5 ft 10 in)    | Hastings     | Tập 12    | 4    |
| Hosanna Horsfall            | 19   | 1,70 m (5 ft 7 in)     | Gisborne     | Tập 13    | 3    |
| Laura Scaife                | 20   | 1,77 m (5 ft 9+1⁄2 in) | Wellington   | Tập 13    | 2    |
| Christobelle Grierson-Ryrie | 16   | 1,75 m (5 ft 9 in)     | Auckland     | Tập 13    | 1    |

## Các tập

### Tập 1: Casting
Khởi chiếu: 13 tháng 3 năm 2009
Từ hơn 1000 cô gái đăng kí dự thi, 33 thí sinh bán kết được đưa tới Queenstown để bắt đầu cuộc thi. Sau đó, họ được gặp Colin và siêu mẫu Angela Dunn tại Nhà máy rượu vang Peregrine cho thử thách catwalk tren giày cao gót. Quay về khách sạn, họ được gặp Sara lần đầu tiên, trước khi từng người một đã có một buổi phỏng vấn với ban giám khảo cùng với giám khảo khách mời Angela Dunn. Sara sau đó gặp các cô gái để hỏi lí do tại sao họ muốn trở thành New Zealand's Next Top Model.
Ngày hôm sau, họ đã có buổi chụp hình đầu tiên trong áo tắm ở giữa hồ và kết quả là 20 cô gái vượt qua được thử thách. Vào buổi đánh giá đầu tiên ngày tiếp theo, 13 cô gái đã được chọn và sẽ bước vào cuộc thi.
- Nhiếp ảnh gia: Monty Adams
- Khách mời đặc biệt: Angela Dunn

### Tập 2: The Girls Fly High
Khởi chiếu: 20 tháng 3 năm 2009
13 cô gái đã được di chuyển tới ngôi nhà chung của mình tại Auckland. Ngày hôm sau, họ được đưa tới hầm gió của Đại học Auckland cho một buổi học tạo dáng trước vận tốc gió 60 Km/h từ Colin và Sarah là người thể hiện tốt nhất. Sau đó, họ được đưa tới cửa hàng thời trang Max Merino cho thử thách phối đồ trong 5 phút, Teryl-Leigh chiến thắng thử thách và cô chọn Ajoh & Sarah để cùng xuất hiện trong chiến dịch quảng cáo cho Max Merino.
Ngày tiếp theo, họ được đưa tới Bảo tàng New Zealand Warbirds cho buổi chụp hình tiếp theo lấy cảm hứng từ phi công Jean Batten, khi họ sẽ hóa thân thành phi công tạo dáng bên cạnh máy bay trước gió. Vào buổi đánh giá với sự xuất hiện của giám khảo khách mời là Stacy Gregg, Teryl-Leigh có tấm ảnh đẹp nhất còn Tiffany là thí sinh đầu tiên phải rời cuộc thi.
- Nhiếp ảnh gia: Jackie Meiring
- Khách mời đặc biệt: Meegan Webster, Stacy Gregg

### Tập 3: The Girls Take The Streets
Khởi chiếu: 27 tháng 3 năm 2009
12 cô gái còn lại được đưa tới một studio nhảy cho một buổi học hip hop với vũ công Tui Manuel từ Urban Beat. Tất cả các cô gái đều cảm thấy không thoải mái và khó xử, đặc biệt là Sarah khi cô sau đó từ chối tiếp tục buổi học nhảy. Sau đó, họ được gặp Colin và siêu mẫu Angela Dunn tại một tầng thượng cho thử thách trình diễn thời trang trong phong cách hip hop, Teryl-Leigh chiến thắng thử thách và nhận được 2 tấm vé máy bay nội địa từ Pacific Blue Airlines.
Ngày hôm sau, một sự hiểu lầm giữa Ajoh & Teryl-Leigh về vấn đề nhà tắm khiến cho Ajoh nghĩ rằng tất cả đang Phân biệt chủng tộc với cô, nhưng sau đó thì vấn đề được giải quyết ổn thỏa. Sau đó, họ được đưa tới khu trượt tuyết trong nhà Snowplanet cho buổi chụp hình tiếp theo dưới trời tuyết. Trong khi buổi chụp hình diễn ra, Sarah đã quay lại xe nghỉ ngơi do bị đau đầu và từ chối tham gia chụp hình. Vào buổi đánh giá với sự xuất hiện của giám khảo khách mời là Angela Dunn, Christobelle có tấm hình đẹp nhất còn Sarah là thí sinh tiếp theo phải rời cuộc thi.
- Nhiếp ảnh gia: Craig Owen
- Khách mời đặc biệt: Tui Manuel, Angela Dunn

### Tập 4: The Girls Get Transformed
Khởi chiếu: 3 tháng 4 năm 2009
11 cô gái còn lại được đưa tới tiệm salon Serville để nhận diện mạo mới của mình. Sau đó, họ được gặp Colin và nhà thiết kế Kirrily Johnston tại thủy cung Kelly Tarlton cho thử thách trình diễn thời trang trong thiết kế của Kirrily Johnston trên thang cuốn, Christobelle chiến thắng thử thách và nhận được một buổi định hình phong cách cá nhân, cùng với một bộ thiết kế từ Kirrily Johnston Loves Max và bộ sưu tập mùa Đông của Kirrily Johnston Loves Max trị giá $1000. 
Ngày hôm sau, họ háo hức khi một số thiết bị thể dục được đưa tới ngôi nhà chung của họ, Sau đó, họ đã có buổi chụp hình chân dung theo phong cách những sinh vật nhiệt đới của đại dương. Vào buổi đánh giá với sự xuất hiện của giám khảo khách mời là Kirrily Johnston, Rebecca Rose có tấm ảnh đẹp nhất còn Olivia là thí sinh tiếp theo phải rời cuộc thi.
- Nhiếp ảnh gia: Hannah Richards
- Khách mời đặc biệt: Paul Serville, Kirrily Johnston

### Tập 5: The Girls Pose in Haute Couture
Khởi chiếu: 10 tháng 4 năm 2009
Sara đến gặp 10 cô gái còn lại tại ngôi nhà chung để hỏi một số câu hỏi như ai sẽ bị loại tiếp theo và Teryl-Leigh bị bình chọn nhiều nhất. Ngày hôm sau, họ được đưa tới nhà thờ St Stephen's Presbyterian cho thử thách trang điểm cho buổi tối trong 5 phút, Ruby chiến thắng thử thách và nhận được một buổi học trang điểm từ chuyên gia trang điểm Stefan Knight, cùng với những sản phẩm chưa được ra mắt trong nước của CoverGirl.
Ngày tiếp theo, họ được đưa tới bãi biển Bethells cho buổi chụp hình tiếp theo trong những thiết kế haute couture, trước khi có thời gian thư giãn ở bãi biển. Vào buổi đánh giá với sự xuất hiện của giám khảo khách mời là Karen Inderbitzen-Waller, Ajoh có tấm ảnh đẹp nhất còn Rhiannon là thí sinh tiếp theo phải rời cuộc thi.
- Nhiếp ảnh gia: Karen Inderbitzen-Waller
- Khách mời đặc biệt: Chris Kennedy-Grant, Stefan Knight

### Tập 6: The Girls Are Diamonds In The Rough
Khởi chiếu: 17 tháng 4 năm 2009
9 cô gái còn lại được gặp Colin và người mẫu Ngahuia Williams tại một bãi biển cho thử thách tạo 5 kiểu dáng với một đạo cụ bất kì. Ngày hôm sau, họ được đưa tới Nhà hát nghệ thuật biểu diễn Tapac cho thử thách tạo dáng trên một dụng cụ thể dục nhịp điệu bất kì, Laura chiến thắng thử thách và sẽ được xuất hiện trong chiến dịch quảng cáo cho Maxshop.com
Ngày tiếp theo, họ đã có buổi chụp hình chân dung cho đồng hồ Michael Hill trong khi tạo dáng bên trong xe mui trần. Vào buổi đánh giá với sự xuất hiện của giám khảo khách mời là Pieter Stewart, Laura có tấm ảnh đẹp nhất còn Ajoh là thí sinh tiếp theo phải rời cuộc thi.
- Nhiếp ảnh gia: Jackie Meiring
- Khách mời đặc biệt: Ngahuia Williams, Makaia Carr, Pieter Stewart

### Tập 7: Cycle One Rewind
Khởi chiếu: 24 tháng 4 năm 2009
Đây là tập ghi lại khoảnh khắc từ đầu cuộc thi.

### Tập 8: The Girls Get Dirty
Khởi chiếu: 1 tháng 5 năm 2009
8 cô gái còn lại được đưa tới đài truyền hình C4 để thử sức trong việc trở thành người dẫn chương trình từ Jaquie Brown, trong khi có thử thách thử vai dẫn chương trình cho Vodafone Select Live với Jermaine Leef. Kết quả là Ruby chiến thắng thử thách và sẽ được đồng dẫn chương trình với Jermaine cho Vodafone Select Live sắp tới. Sau đó, họ đã có một buổi quay video âm nhạc Long Days cho nhóm nhạc Autozaam và Victoria may mắn được nhận vai chính.
Ngày hôm sau, họ được đưa tới một khu công trình cho buổi chụp hình tiếp theo hóa thân thành những công nhân xây dựng gợi cảm với những người mẫu nam từ Cleo Bachelor of the Year 2009. Sau đó, Laura được đi làm răng mới tại nha khoa Aevitas. Vào buổi đánh giá với sự xuất hiện của giám khảo khách mời là Shelley Ferguson, Laura có tấm ảnh đẹp nhất còn Rebecca Rose là thí sinh tiếp theo phải rời cuộc thi.
- Nhiếp ảnh gia: Russ Flatt
- Khách mời đặc biệt: Jaquie Brown, Jermaine Leef, Ed Davis, Mike Carpinter, Nick Major, Stephen Small, Richard Orr, Oliver Gordon, Shelley Ferguson

### Tập 9: The Girls Go Down Under
Khởi chiếu: 8 tháng 5 năm 2009
7 cô gái còn lại được gặp Colin tại triển lãm St Paul St và họ sẽ được bắt cặp với một nhà thiết kế trẻ, cùng với $40 và 10 phút để chọn những món đồ thích hợp tại cửa hàng quần áo cũ Save Mart và những nhà thiết kế sau đó sẽ dùng những thứ họ mua để tạo ra một bộ đồ thiết kế. Ngày hôm sau, các cô gái đã có một buổi thử đồ trước khi có thử thách trình diễn thời trang trong bộ thiết kế đó, Christobelle & Ruby chiến thắng thử thách và sẽ được một buổi thư giãn spa ở khách sạn Langham.
Ngày tiếp theo, họ đã có buổi chụp hình tiếp theo cho tổ chức Smokefree, khi họ sẽ hóa thân thành những ngôi sao thập niên 1940 và phải thể hiện một cảm xúc bất kì. Quay về ngôi nhà chung, họ đã háo hức thu dọn hành lí để di chuyển tới Sân bay Auckland và bay tới Sydney. Vào buổi đánh giá ngày hôm sau tại Sydney với sự xuất hiện của giám khảo khách mời là Morgan McGlone, Sara thông báo rằng những ai vượt qua được buổi loại trừ này sẽ được bay đến Los Angeles. Kết quả là Ruby có tấm ảnh đẹp nhất còn Lucy là thí sinh tiếp theo phải rời cuộc thi.
- Nhiếp ảnh gia: Craig Owen
- Khách mời đặc biệt: Céline Rita, Morgan McGlone

### Tập 10: The Girls Hit The Runway To L.A
Khởi chiếu: 15 tháng 5 năm 2009
6 cô gái còn lại được bay tới Los Angeles và sau đó được di chuyển tới khách sạn The Standard để ở trong thời gian tới. Ngày hôm sau, họ được gặp Sara và Alexis Borges tại quản lí người mẫu Next Model Management để nhận một số lời khuyên cải thiện bản thân. Sau đó, họ được đưa tới Đường đi dạo số 3 cho thử thách phối đồ theo phong cách người mẫu quốc tế, khi họ sẽ có $75 và 30 phút để mua một bộ hoàn chỉnh và phải mặc nó trước khi hết giờ. Kết quả là Christobelle, Teryl-Leigh & Victoria không làm tốt trong thử thách này nên sẽ phải ngồi bên trong bể cá ở quầy lễ tân khách sạn trong 3 tiếng. 
Ngày tiếp theo, các cô gái đã có thử thách quay quảng cáo cho CoverGirl TruBlend, Christobelle chiến thắng thử thách và cô chọn Ruby & Teryl-Leigh để cùng nhận thưởng là một buổi tham quan Los Angeles vào buổi tối. Ngày hôm sau, họ được đưa tới bãi biển Santa Monica cho buổi chụp hình tiếp theo trong phong cách quyến rũ và bí ẩn, trong khi tạo dáng ở dưới bến tàu. Vào buổi đánh giá với sự xuất hiện của giám khảo khách mời là Nigel Barker, Christobelle có tấm ảnh đẹp nhất còn Teryl-Leigh là thí sinh tiếp theo phải rời cuộc thi.
- Nhiếp ảnh gia: Nigel Barker
- Khách mời đặc biệt: Alexis Borges, Chris Kennedy-Grant, Michael Mihail

### Tập 11: The Girls Go See The City
Khởi chiếu: 22 tháng 5 năm 2009
5 cô gái còn lại quay về Auckland. Ngày hôm sau, họ được gặp Colin và người mẫu Nikki Phillips trụ sở của Vodafone cho thử thách casting tại 5 nơi: Showroom 22, Zambesi, Huffer, Trelise Cooper và Yvonne Benetti, trong 5 giờ và phải quay lại trước khi hết giờ. Kết quả là Victoria là người duy nhất quay về muộn còn Hosanna chiến thắng thử thách nên sẽ được tham dự New Zealand Music Awards 2009 với tư khách là khách VIP.
Ngày tiếp theo, họ được đưa tới du thuyền VvS1 của doanh nhân Michael Hill cho buổi chụp hình tiếp theo hóa thân thành những cô gái Socialite trong bữa tiệc của thập niên 1980. Vào buổi đánh giá với sự xuất hiện của giám khảo khách mời là Nikki Phillips, Hosanna có tấm ảnh đẹp nhất còn Victoria là thí sinh tiếp theo phải rời cuộc thi.
- Nhiếp ảnh gia: Chris Sisarich
- Khách mời đặc biệt: Nikki Phillips, Murray Bevan, Anna Fitzpatrick, Marissa Findlay, Dan Buckley, Steve Dunstan, Trelise Cooper, Kate Devlin, Yvonne Benetti, Atip Wananuruks

### Tập 12: The Girls Get Ready To Rumble
Khởi chiếu: 29 tháng 5 năm 2009
Sara và nhà báo Wendell Nissen đến gặp 4 cô gái còn lại tại ngôi nhà chung để học cách đối mặt với truyền thông khi bị hỏi những câu hỏi riêng tư. Sau đó, họ đã được một buổi thư giãn spa từ Nivea, trước khi có thử thách trở thành người phát ngôn cho một sản phẩm của Nivea trong 30 giây và họ phải tự biên tự diễn. Kết quả là Christobelle chiến thắng thử thách nên sẽ được xuất hiện trên trang biên tập của tạp chí Women’s Day cùng với 1 năm sử dụng sản phẩm của Nivea.
Ngày hôm sau, họ được đưa tới khu đấm bốc Boxing Alley cho buổi chụp hình tiếp theo hóa thân thành những tay đấm bốc thời trang. Vào buổi đánh giá với sự xuất hiện của giám khảo khách mời là Atip Wananuruks, Laura có tấm ảnh đẹp nhất còn Ruby là thí sinh tiếp theo phải rời cuộc thi.
- Nhiếp ảnh gia: Craig Owen
- Khách mời đặc biệt: Wendell Nissen, Merilyn Havler, Atip Wananuruks, Monty Betham

### Tập 13: The Girl Who Becomes New Zealand's Next Top Model
Khởi chiếu: 5 tháng 6 năm 2009
3 cô gái còn lại đã có buổi chụp hình cuối cùng cho 8 trang biên tập của tạp chí Cleo. Vào buổi đánh giá ngày hôm sau với sự xuất hiện của giám khảo khách mời là Trelise Cooper, ban giám khảo đã hỏi họ 2 câu hỏi cá nhân liên quan đến cuộc thi. Kết quả là Christobelle là thí sinh đầu tiên được đi tiếp, Laura là thí sinh thứ hai còn Hosanna là thí sinh cuối cùng phải rời cuộc thi.
Quay về ngôi nhà chung, Christobelle & Laura đã có một buổi tập catwalk từ Colin. Ngày tiếp theo, họ được đưa tới Nơi tổ chức sự kiện The Wharf và được gặp lại 7 thí sinh bị loại trước đó, trước khi họ sẽ có buổi trình diễn thời trang cuối cùng trước những vị khách trong giới thời trang. Vào buổi đánh giá cuối cùng, Christobelle trở thành quán quân đầu tiên của New Zealand's Next Top Model.
- Nhiếp ảnh gia: Monty Adams
- Khách mời đặc biệt: Shelley Ferguson, Trelise Cooper, Anna Fitzpatrick, Murray Bevan

## Thứ tự gọi tên
| Thứ tự | Tập          | Tập          | Tập          | Tập          | Tập          | Tập          | Tập          | Tập          | Tập          | Tập          | Tập          | Tập          | Tập          |
| Thứ tự | 1            | 2            | 3            | 4            | 5            | 6            | 8            | 9            | 10           | 11           | 12           | 13           | 13           |
| ------ | ------------ | ------------ | ------------ | ------------ | ------------ | ------------ | ------------ | ------------ | ------------ | ------------ | ------------ | ------------ | ------------ |
| 1      | Tiffany      | Teryl        | Christobelle | Rebecca      | Ajoh         | Laura        | Laura        | Ruby         | Christobelle | Hosanna      | Laura        | Christobelle | Christobelle |
| 2      | Victoria     | Ruby         | Hosanna      | Christobelle | Ruby         | Victoria     | Ruby         | Victoria     | Laura        | Christobelle | Hosanna      | Laura        | Laura        |
| 3      | Christobelle | Laura        | Teryl        | Ajoh         | Christobelle | Lucy         | Christobelle | Laura        | Victoria     | Laura        | Christobelle | Hosanna      |              |
| 4      | Ajoh         | Lucy         | Lucy         | Rhiannon     | Hosanna      | Teryl        | Hosanna      | Christobelle | Ruby         | Ruby         | Ruby         |              |              |
| 5      | Rebecca      | Rhiannon     | Victoria     | Ruby         | Rebecca      | Ruby         | Victoria     | Teryl        | Hosanna      | Victoria     |              |              |              |
| 6      | Sarah        | Sarah        | Laura        | Victoria     | Teryl        | Hosanna      | Teryl        | Hosanna      | Teryl        |              |              |              |              |
| 7      | Rhiannon     | Christobelle | Rebecca      | Hosanna      | Laura        | Christobelle | Lucy         | Lucy         |              |              |              |              |              |
| 8      | Teryl        | Ajoh         | Rhiannon     | Laura        | Lucy         | Rebecca      | Rebecca      |              |              |              |              |              |              |
| 9      | Ruby         | Victoria     | Ruby         | Lucy         | Victoria     | Ajoh         |              |              |              |              |              |              |              |
| 10     | Olivia       | Olivia       | Ajoh         | Teryl        | Rhiannon     |              |              |              |              |              |              |              |              |
| 11     | Laura        | Rebecca      | Olivia       | Olivia       |              |              |              |              |              |              |              |              |              |
| 12     | Lucy         | Hosanna      | Sarah        |              |              |              |              |              |              |              |              |              |              |
| 13     | Hosanna      | Tiffany      |              |              |              |              |              |              |              |              |              |              |              |

     Thí sinh bị loại
     Thí sinh chiến thắng cuộc thi
- Tập 1 là tập casting. từ 33 thí sinh bán kết được xuống thành 13 thí sinh chung cuộc
- Tập 7 là tập ghi lại khoảnh khắc từ đầu cuộc thi.

### Buổi chụp hình
- Tập 1: Áo tắm ở bên hồ (casting)
- Tập 2: Hóa thân thành phi công Jean Batten
- Tập 3: Tạo dáng với tuyết
- Tập 4: Ảnh chân dung lấy cảm hứng từ những chú cá nhiệt đới
- Tập 5: Haute Couture ở bãi biển
- Tập 6: Tạo dáng với đồng hồ Michael Hill ở trên xe
- Tập 8: Pin-up với người mẫu nam ở nơi công trường
- Tập 9: Bộc lộ cảm xúc kiểu thập niên 1930
- Tập 10: Thời trang quyến rũ dưới chân cầu ở bãi biển Santa Monica
- Tập 11: Những cô gái cao cấp của thập niên 1980 trên du thuyền
- Tập 12: Đấu sĩ boxing
- Tập 13: Trang biên tập cho tạp chí Cleo

### Diện mạo mới
- Ajoh: Tóc tém
- Christobelle: Highlight kiểu Gisele Bündchen
- Hosanna: Cắt ngắn tới vai và nhuộm màu tối hơn kiểu Eva Mendes
- Laura: Tóc tém màu vàng sáng kiểu Agyness Deyn
- Lucy: Cắt ngắn tới vai và nhuộm màu nâu sôcôla
- Olivia: Nhuộm màu sáng hơn
- Rebecca Rose: Cắt ngắn tới ngực
- Rhiannon: Cắt ngắn tới vai
- Ruby: Nhuộm vàng và tẩy lông mày
- Teryl-Leigh: Nhuộm màu đỏ đồng và cắt tầng
- Victoria: Tóc bob kiểu Katie Holmes